# Хорватський латинізм

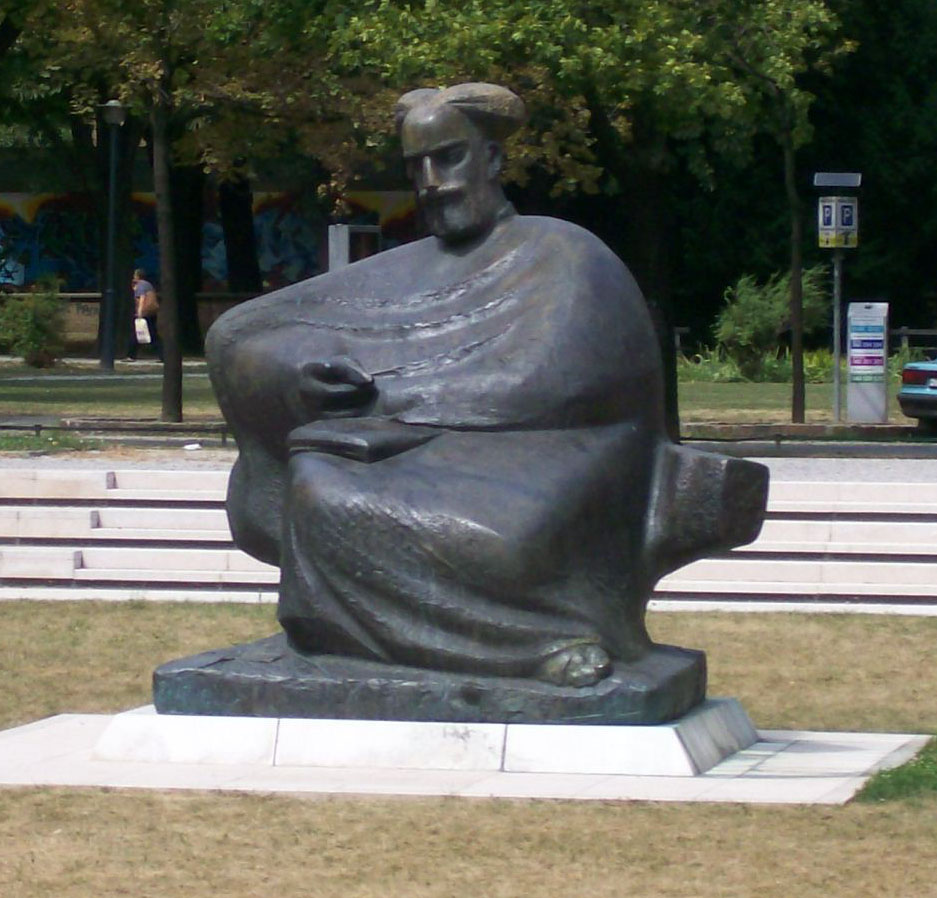
Марко Марулич, важливий хорватський латиніст, відомий як «батько хорватської літератури»

Хорватська латинська література (або хорватський латинізм) — це термін, що позначає літературні твори, написані латинською мовою в Хорватії з 9 століття нашої ери. З цього часу як державні, так і приватні документи писалися місцевим варіантом середньовічної латини.

## Середньовічний період

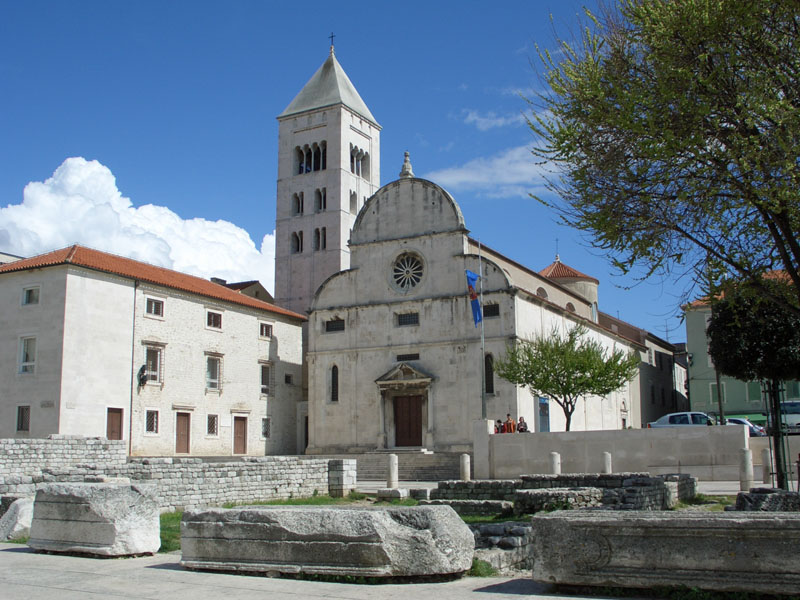
Монастир святого Бенедикта в Задарі

Твори хорватської латинської літератури були знайдені в сучасній Хорватії з 9 століття. Це видно з численних епіграфів, відлитих у камені, і ще більше в публічних та приватних працях, у віршах. У саркофазі Петра Чорного (зі Спліта) в XI столітті є напис, що стосується швидкоплинності життя, написаний дияконом Дабрусом. Більш відомим прикладом є надгробний напис Векенеги, голови монастиря бенедиктинок Святої Марії в Задарі (помер 1111 р.). Цей напис написаний на чотирьох табличках із 20 віршами (гекзаметри та елегічні куплети). Існує напис для князя Брибіру (Младен Шубіч († 1348) у Трогірському соборі Святого Лаврентія), що складається з 22 голіардних віршів. Є також фрагменти двох важливих для історії Хорватії написів: Кнеза Трипіміра I (середина IX століття) та королеви Єлени Задарської (976), починаючи з «Єлена, знаменита, лежить у цій могилі» і закінчуючись «Коли ти заглянеш сюди, скажи» Боже, помилуй її душу". Найдавнішим документом хорватського правителя є хартія Трипімира (852 р.), перший запис хорватського імені в хорватському документі.
Сліди латини в середньовічній Хорватії датуються 9 століттям, на кам'яних написах та в добре збережених державних та приватних документах. Деякі з цих написів написані віршами. Примітним є надгробний напис монахині Векенеги, директорки Бенедиктинського жіночого монастиря в Задарі (померла в 1111 р.), Із 20 віршами, в яких невідомий поет святкує її та монастир. Напис на саркофазі князя Младена Субіка (помер у 1348 р.) У Трогірському соборі складається з 22 віршів. Збереглися фрагменти, два з яких вище заслуговують на увагу.
З XI століття збереглися дві грамоти короля Хорватії Петра Крешимира IV: грант, присвячений заснуванню монастиря Святої Марії в Задарі (1066), і грант, в якому святий Гризогоно Задарський дарує острів Маун, узбережжя Далмації (dalmatico in nostro mari). Інші документи — нотаріальні записи (найстаріші з 1146 року в Задарі): статут із Спліта в 1240 році та Статут Загреба, складений загребським каноніком Іоанном архідияконом Горіцьким (1334) та найстаріший урбарій в Хорватії. Картуляр «Супетар» («Збірник стенограм документів, що стосуються монастиря Святого Петра в селі неподалік від Спліта») датується 1064 роком і є джерелом для історії Хорватії до кінця XI століття.
Середньовічні хорватські хроніки були написані латинською мовою. Найдавніша збережена хроніка з середини 12 століття. У вступі автор зазначає, що літопис написаний «слов'янською мовою» та перекладений латинською мовою. Автор « Хронік» був із Бара, а його називав «поп Дуклянин» хорватський історик Іван Лучич, який видав його як внесок у власні праці. (De regno et Dalmatiae Croatiae, 1666). Латиномовний текст, який називається Presbyter Diocleatis Regnum Sclavorum, містить 47 глав; однак оригінальна «слов'янська» версія втрачена. Існує старий хорватський переклад (ймовірно, з XIV століття), який був складений невідомим автором в околицях Спліта.
Протягом 13 століття Томас Архідіакон (приблизно 1200—1268) із Спліта, священнослужитель і політик з римської родини, писав Historia Saloni в 1266 році. У хронологічному порядку він представив життя та діяльність архієпископа Спліт-Соліна з римських часів, представляючи цінне історичне джерело епох Крешимира IV та Звоніміра. Ця сучасна історія яскраво описує напад татар, конфлікти між Сплітом і Трогіром та політичні суперечки в місті.

## Ренесансний гуманізм
Через свою близькість до Італії гуманізм досяг східного узбережжя Адріатичного моря на початку 15 століття. Починаючи з кінця XIV століття, філософія почала з'являтися в написах місцевої еліти та мандрівних гуманістів у Хорватії. Наприкінці XV століття Приморський перебував під владою Венеції, тоді як північна Хорватія (під угорською владою з XII століття) потрапила під владу Габсбургів (з частинами Угорщини) в 1526—1527 (де вона залишалася до 1918).

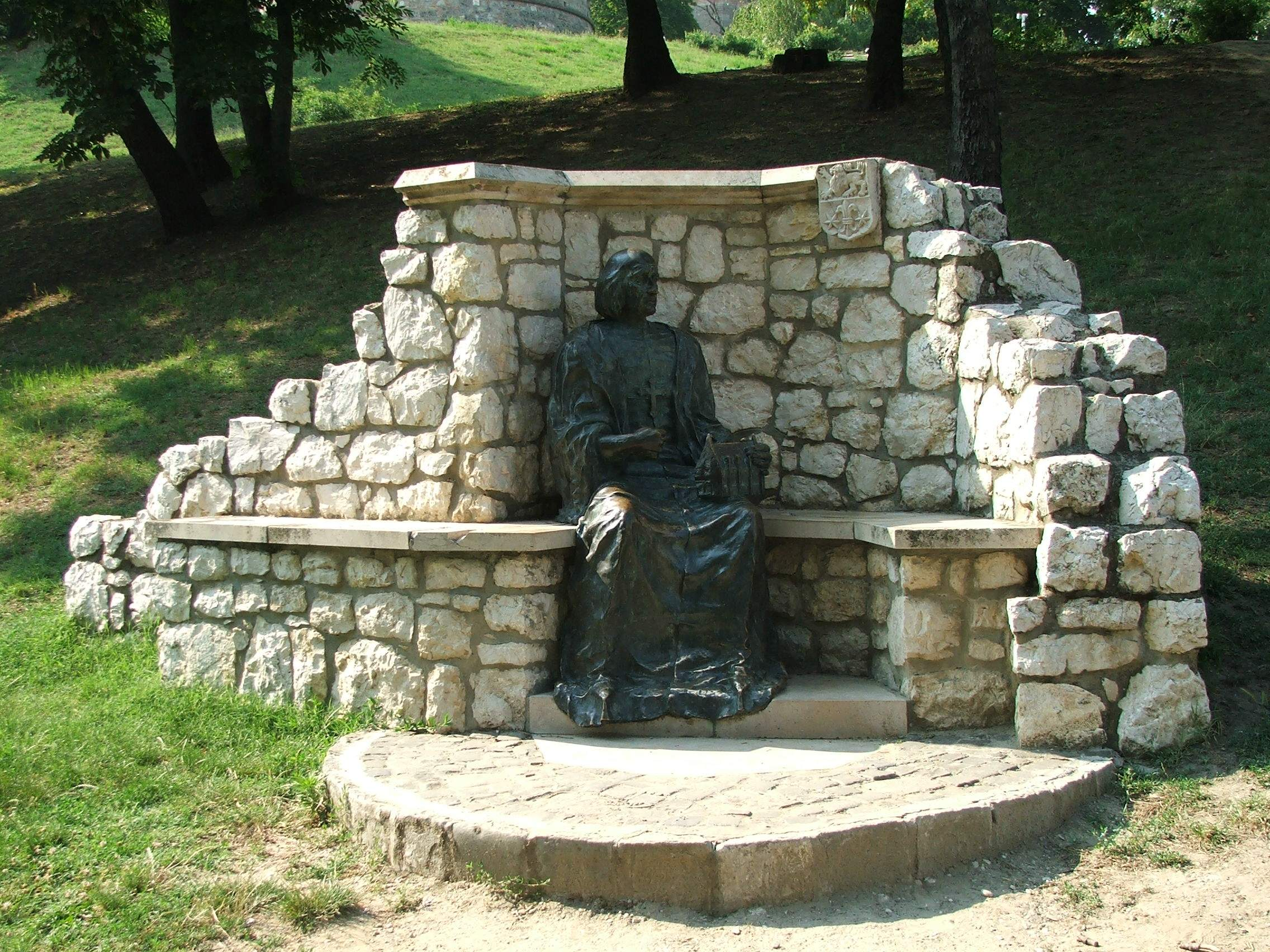
Статуя Івана Вітеза з Середнього в Естергомі, Угорщина, скульптор Золтан Шентирмай

Центральними фігурами хорватського гуртка в Буді були архієпископ Середній Іван Вітез (близько 1408—1472) та його племінник Іван (Йоан) Чесмічкі (1434—1472), обидва з яких здобули освіту в Італії. Чесмічкі вважався найбільшим латинським поетом свого часу за межами Італії; Італійці цінували його освіту в Італії, він був відомим в Угорщині як феодальний аристократ і гуманіст, тоді як хорвати плекали його хорватське походження. Його латинські вірші були найкращою латиноамериканською поезією 15 століття — особливо його епіграми, які прості, зрозумілі та нагадують Марціала. Вони досліджували теми любові, суперечок, літературних дискусій та наївності (та жадібності) паломників.

## Шибеник
У Шибенику хорватський гуманіст XV століття Джордж Гафнер видав книгу поезії та три книги елегій, ліричних пісень, які також були першими хорватськими спробами в 1477 році.
Першим гуманістичним просвітителем у Шибенику був Антун Вранчич (також відомий як Антоній Веранцій, або Вранцій, або Вранцій, 1504—1573), дядько історика Фауста (Фауст Веранцій, 1551—1617, також з Шибеника). Під час подорожей Вранчич збирав римські написи на Балканах. На додаток до історій та подорожей, Вранчич опублікував у 1542 році збірку елегічних віршів, в яких розглядаються кохання, життєві радості та суспільні події.

## Трогір
Ціпіко Коріолан (1425—1493) — гуманіст у Трогірі, який у 1477 році написав біографію. Також з Трогіра був Френ Транквілі Андрейс (Андронік Транквіл Парфеній, 1490—1571), який навчався в Дубровнику, Падуї та інших італійських університетах, а також у Відні, Інгольштадті та Лейпцигу. Його великі наукові та літературні праці латинською мовою включають дискусії, діалоги, послання та пісні. Особливо цікавими є послання, що змальовує ситуацію в Угорщині після першої битви при Мохачі (1526 р.) Та лист Папи Пія V, в якому політики різко критикують церкву.

## Спліт
Центральною фігурою в гуманістичному гуртку Спліта був Марко Марулич (Марк Марул, 1450—1524), відомий у Європі своїми латинськими казками про мораль та дидактичними працями. Перша робота була опублікована у 15 виданнях і перекладена італійською, французькою, німецькою, чеською та португальською мовами, тоді як друга мала дев'ять видань і була перекладена італійською мовою. Марулич також писав хорватською мовою, деякі його вчення церковні старійшини вважали реформаторськими.
Сучасник Марулича Шимун Кожичич Беня із Задару (приблизно 1460—1536) писав Папі Леву X про спустошення в Хорватії (1516); цей лист нагадує антитурецький лист Марулича до Папи Адріана VI Epistola ad Adrianum Pontifice максимум VI, 1522). Ці листи були лише кількома із серії, що стосуються проблем Західної Європи.
Головною роботою Марулича на латині була Давідіада (Давідіяс, написана між 1506 і 1516 роками). Це героїко-історичний епос із виразно християнськими тенденціями в 14 книгах та 6765 гексаметричних віршах. Поема написана у віргілеському стилі класичною латиною, з доповненнями до біблійної та середньовічної латини.
Іншим хорватським гуманістом був Вінко Прибоєвич (15-16 століття), який зосередився на походженні слов'ян. De origine successibusque Slavorum (1532) — перша праця в хорватській літературі, що пропагує ідею панславізму.

## Дубровник
У Дубровнику найстарішим латинським поетом був Еліас Крієвіч (Елій Лампридій Цервін, 1463—1520), який писав елегії, послання та незакінчену поему про Епідавр Хоча ці вірші демонстрували класичний вплив Крієвича, вони також підкреслювали чутливість. Він мав талант описувати природну красу, а в його поезії описуються Лопуд, Дубровник та Рієка.
Громадянином і сучасником Крієвича був Джеймс Буніч (Iacobus Bonus, 1469—1500), який складав релігійну поезію. Його короткий вірш «Згвалтування Цербера» (« De Rapti Cerbere», приблизно 1490—1494), написаний у молодості, є найстарішим віршем у хорватській літературі . Інша християнська поема «Життя і твори Христа» (« De Vita et gestis Christi», 1526) була перефразою Євангелій та першою поемою в новолатинській літературі про життя Христа. Цей твір, опублікований через дев'ять років після 95 тез Мартіна Лютера, втілив дух Реформації. Молодшим сучасником Бунича був Даміан Бенеш (або Бенешич, 1477—1539), автор епічної поеми De Morte Christi («Смерть Христа»), яка залишалася в рукописній формі до публікації у 2006 році.
Світська література також процвітала в Дубровнику. Тацит в своїх живописних описах подій, особистостей, соціальних і економічних умов в широких областях Буда і Константинополя від 1490 до 1522. Через жорстку критику Туберона щодо церковної політики, у 1734 р. Його робота була розміщена на Index Librorum Prohibitorum .

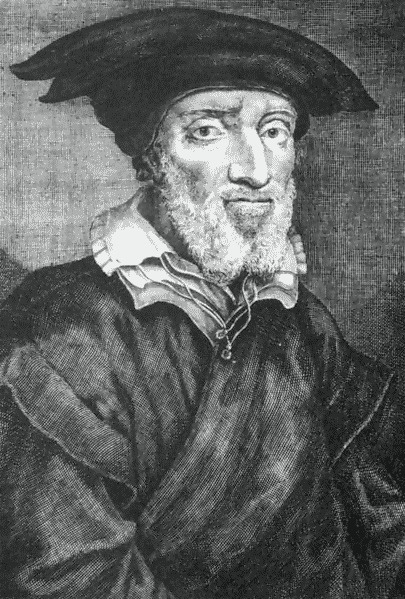
Матіас Флацій

Філософ Георгій Драгішич (1450—1520) був родом із Сребрениці в Боснії. Після початкової підготовки в Дубровнику, він навчався в Італії, Парижі та в Оксфорді. У Флоренції він став членом Платонічної академії і був відзначений як фахівець з грецької, латинської та івриту. Після 30 років перебування в Італії він повернувся до рідного Дубровника, незабаром повернувшись до Італії.

## Істрія та Кварнер
Матіас Флацій (1520—1575) провів своє життя в Німеччині, сподвижник Мартіна Лютера та Філіппа Меланхтона. Після смерті Лютера (коли багато протестантських лідерів виступали за компроміс з Римом) Флацій заснував радикальну школу думок, названу на його честь «Флаціанство». Через його безкомпромісне ставлення до кінця життя його переслідувала католицька церква. Його богословська, філософська, історична та філологічна праця величезна: він залишив понад 300 книг та статей. Основними його роботами є Каталог свідків істини (Catalog testium veritatis, 1556), в якому представлено 650 свідків, Відступник від Римської Церкви та Ключ до Писань (Clavis Scripturae Sacrae, 1567), енциклопедичний словник на івриті, який став основним до протестантської інтерпретації Біблії.
Франциск Патріцій (1529—1597), з Креса, навчався переважно в Падуї; хоча місто було центром аристотелізму, він схилявся до платонізму. Подорожуючи Середземним морем, Патріцій повернувся до Риму і став професором філософії.

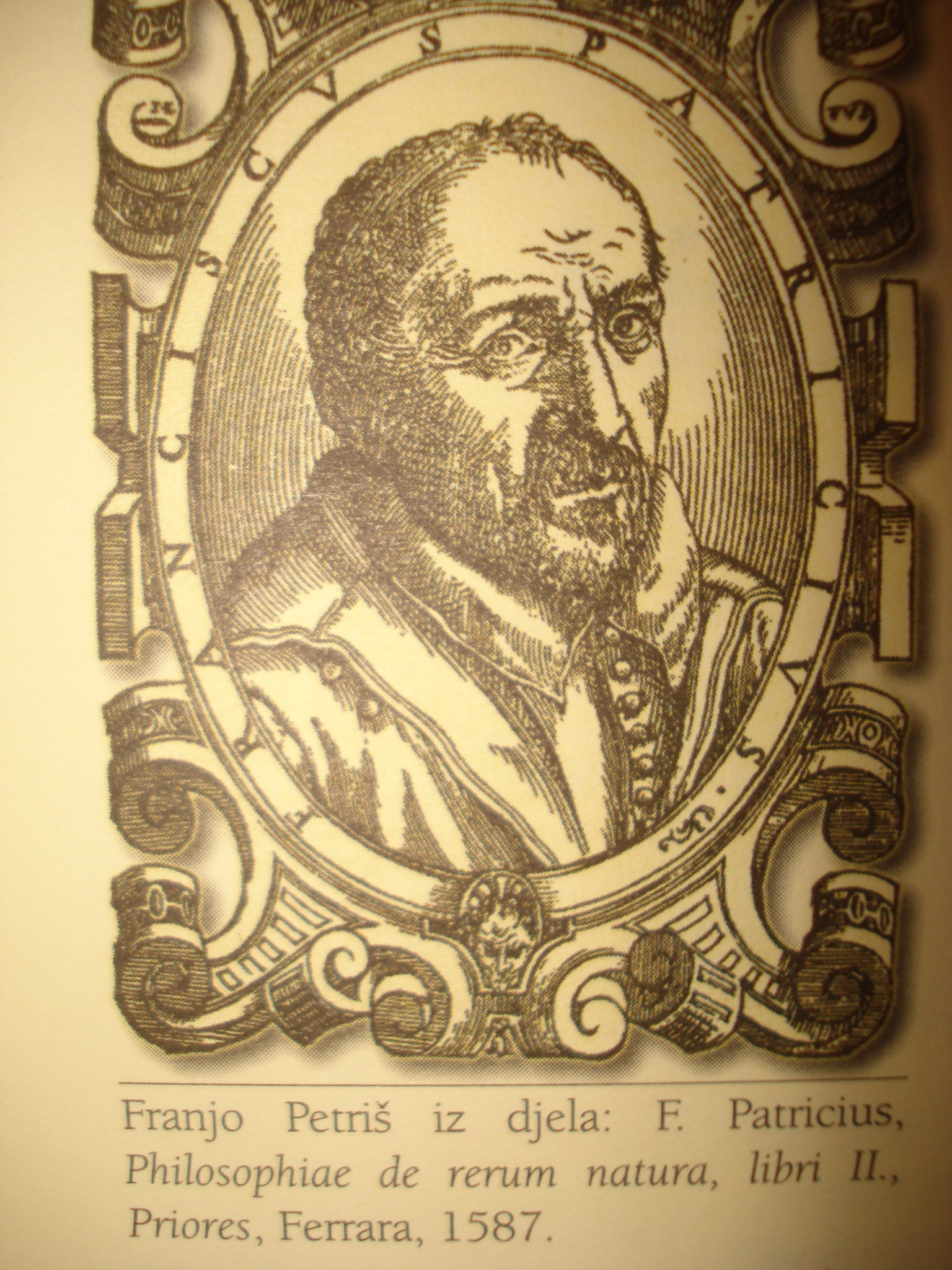
Портрет Франко Петріша з 1587 року

Він писав італійською мовою про поезію, риторику, філософію, історію, математику, геометрію та медицину, але найвідоміший як антиперипатетичний філософ. Його праці латинською мовою, підкреслюють досократичну філософію природи і прагнуть мінімізувати значення Арістотеля. У своїй Новій філософії загального» Патріцій викриває метафізичну концепцію світу, засновану на кількох джерелах: Платоні, стоїках та Гермесі Трисмегісту. Оскільки біблійна розповідь про Буття суттєво відрізнялася від вчення схоластичного аристотелізму, робота (незважаючи на зусилля вчених захистити її, або просвітити quaedam loca obscuriora — «нудне місце») була заборонена в 1594 році.

## 17-20 століття
Перехід між гуманістичним та класицистичним періодом розпочався у 17 столітті, коли гуманісти стали вченими. Близько століття епохальні твори з'являлися на латині від представників наук та філософії: Галілео Галілей, Френсіс Бекон, Рене Декарт, Барух Спіноза та Готфрід Лейбніц. Серед хорватських латиністів цього періоду був Стефан Градіус (1613—1683), дубровницький дипломат Римської курії, який був куратором і директором Ватиканської бібліотеки
Серед латиністів XVII століття був Іван Лучич 1604—1679), найвідомішим твором якого було Королівство Далмації та Хорватії , що містить огляд хорватської історії від доісторичних часів до XV століття. Луцій вважається основоположником хорватської історіографії, і він брав участь у суперечці про справжність свята Трималхіонов римським сатириком Петронієм, який був знайдений у Трогірі. Іншим істориком цієї епохи був Пол Ріттер Вітезович (1652—1713); хоча його найвідоміша праця « Відроджений») складала лише 32 сторінки, частини інших його історіографічних праць (як проза, так і вірші) залишаються в рукописі.
Протягом 18 століття латинська мова була менш частиною європейської літератури; те, що писалося латинською  мовою, не мало тематичної згуртованості. Однак у Рагузькій республіці латинська література процвітала до її скасування Наполеоном у 1808 році.
Чотири останні видатні хорватські латиністи (Руджер Бошкович, Раймонд Кролики, Брно Джаманіч та Марк Гальюф) в основному жили і працювали за кордоном. Георгій Ферріх (1739—1820), навпаки, провів своє життя в рідному місті. Першим його літературним твором стала версія Псалтиря; написана спочатку гекзаметром, а потім ліричним віршем. Оскільки народна література була популярною, у 1794 році Ферріх зібрав збірку з 113 байок латинськими віршами. Ця робота, поряд з листуванням з Йоганнесом Мюллером (куратором імператорської бібліотеки поезії у Відні) та Юліусом Баямонті (мер Спліта) наприкінці 18 століття, зберігається досі. У ці листи та поезії Ферріч включає думки про місцевий фольклор (особливо про народні пісні). Ферріч склав збірник латинських перекладів словенських віршів, написаних у дусі та стилі народної поезії. Він також написав багато епіграм та віршів на узбережжі Дубровника у 3379 гекзаметрах, описуючи природну красу, звичаї та історичні події.
Брно Джаманіч (Бернардус Заманья, 1735—1820), на формування якого вплинув Вергілій, видав Улісс латинськими віршами у 1777 році. Джамоніч писав епічну поезію, освітні елегії, епіграми та гекзаметричні твори. Два короткі вірші — „Ехо“ (1764) і „Дирижаблі“ (1768) — утвердили його латинським поетом.
Марк Фаустін Гальюф сказав про себе: «Я з Дубровника, моє життя в Італії, а моя мова латинська». Часто переслідуваний через свою політичну діяльність, він бродив по Європі, його зустрічали як імпровізатора латинських віршів. Джоно Растік (Юній Рестій, 1755—1814) — сатирик у хорватській латиністській поезії («Карміна», 1816), який зазнав впливу Горація, Вергілія та Ювенала. Він був критиком пізньої Дубровницької республіки, стверджуючи, що будь-яке зло прийшло з-поза Дубровника.
У північній Хорватії головним представником хорватського літературного класицизму був Матія Петр Катанчич (Матіас Петрус Катанчич, 1750—1825). Він писав вірші латинською, хорватською та угорською мовами, був відомим як філолог, історик, археолог та нумізмат. Йому належить перша спроба розробити принципи складання хорватської поезії класичним метром, обговорює хорватську літературу з естетичної точки зору.

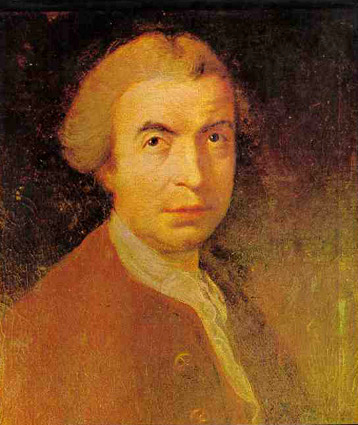
Руджер Йосип Бошкович, полімат із Дубровника

Руджер Бошкович (Роджеріус Йосиф Боскович, 1711—1787) — один із найвидатніших східноєвропейських письменників 18 століття. Однаково творчий у теоретичних та практичних наукових дисциплінах, він працював у культурних та наукових центрах Європи. Його теорія єдиного закону природи викладена в його Теорії натурфілософії (1758). Його вірш про сонячне затемнення та місяць ( 1760) досліджує причини цих явищ.
Протягом 19 століття латинська література почала зникати по всій Європі, а в 20 столітті вона майже повністю зникла. Хорватським латиністом цього періоду був Тон Смердель (1904—1970), класичний філолог, який видав сім книг латинських віршів сучасних поетів-новолатинів.